# Strobe (Lied)

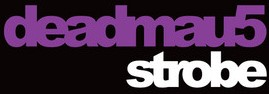
„Strobe“ von Deadmau5

Strobe ist ein Lied des kanadischen Produzenten Deadmau5. Es wurde erstmals am 13. Dezember 2009 über Mau5trap Recordings veröffentlicht. Das Lied erschien in Kanada und den USA beim Label Ultra Records und in den anderen Ländern beim Label Virgin Records und zusätzlich bei mau5trap. Der Song verwendet Teile von Deadmau5s Song „Then We Stood Still“ aus dem Jahr 2006.
Anstelle eines Musikvideos wurde zum Titel ein Video veröffentlicht, welches nur das CD-Cover des Albums For Lack of a Better Name zeigt. Auf YouTube hat das Video bisher über 60 Millionen Aufrufe und ist damit eines der meistgesehenen Videos auf dem über 1.000 Videos umfassenden Channel UltraRecords, dem offiziellen Channel vom Label Ultra Records.
Das Cover der Single zeigt links einen lilafarbenen mau5head und rechts oben deadmau5 und strobe.

## Kritiken
Der Song bekam positive Kritik. Jax Spike von about.com meinte zum Song: „The closing track "Strobe" is an experience in itself that builds into an epic club anthem.“ und ein Autor von thefreshpage.com sagte: „“Strobe” has a serene welcoming feel to it that unites people from all races, sexes and cultures and all you can envision are crowds smiling and waving in the wind of the sounds pumping out of the speakers at any of Deadmau5′s concerts.“.

## Kommerzieller Erfolg

### Chartplatzierungen
Die Single erreichte nur die UK Dance Charts. Man stieg am 6. Februar 2010 auf Platz 13 ein, fiel in der darauffolgenden Woche auf Platz 21 und fiel nach 2 Wochen in der nächsten Woche aus den Top 40.

### Auszeichnungen für Musikverkäufe
| Land/Region                  | Auszeichnungen für Musikverkäufe (Land/Region, Auszeichnung, Verkäufe) | Verkäufe |
| ---------------------------- | ---------------------------------------------------------------------- | -------- |
| Vereinigtes Königreich (BPI) | Silber                                                                 | 200.000  |
| Insgesamt                    | 1× Silber ·                                                            | 200.000  |